# Masia Comabella
La Masia Comabella és una obra del municipi de Sant Llorenç Savall (Vallès Occidental) protegida com a bé cultural d'interès local.

## Descripció
La masia de Comabella està situada a la conca de la banda llevantina del turó d'Avellarols (Baiarols). La seva funció primitiva de mas agrícola ha deixat pas a una urbanització que l'envolta. El nucli d'habitatge, però resta dempeus, i el formen una juxtaposició de cossos que responen a successives ampliacions. Presenta una diversitat d'alçats, així com diferent tractament en les teulades, algunes d'elles d'una sola vessant. Al centre de les edificacions hi ha una petita esplanada que possiblement respongui a l'antiga era del mas; a aquesta s'obre una petita porta amb arc de mig punt en un dels edificis. Els frontis són arrebossats i els murs laterals al descobert ens mostren els material emprats en la seva construcció: còdol i morter.

## Història
Del mas Comabella es troba documentació de l'any 1326, en la que ja s'especifica l'existència de la casa de pagès. A partir de l'any 1965 es va promoure una urbanització que forma part del nucli urbà, i que rebé el nom de l'antic mas: Comabella